# Кокуруцо (Латина)
Кокуруцо је насеље у Италији у округу Латина, региону Лацио.
Према процени из 2011. у насељу је живело 385 становника. Насеље се налази на надморској висини од 121 м.